# 若旺桑
若旺桑（法語：Jovençan，法語發音：[ʒɔvɑ̃sɑ̃]）是意大利西北部瓦莱达奥斯塔大区的市镇。市镇面积为6平方公里，2022年人口数量为703人。